# 泾原兵变
涇原兵變，是唐代中期的兵變事件。建中四年（783年），涇州、原州地方士兵叛變，攻陷首都長安；唐德宗倉皇出逃至奉天（今陝西乾縣），更引發皇帝被叛軍包圍一月餘，史稱奉天之難。自此事件後朝廷威嚴掃地，唐德宗更為重用宦官制約武將，促成宦官專权的局面。

## 事出有因
自安史之亂平定後，黃河下游各個節度使擁兵自重，割據一方，後來更世襲相傳，如魏博節度使田承嗣死後，其姪田悅繼承魏博節度使一職，唐中央也無法過問。唐德宗繼位後，決心對付地方的藩鎮。建中二年（781年），成德節度使李寶臣死，其子李惟岳要求德宗任他為新任成德節度使，繼承父親，但被德宗拒絕。李惟岳於是聯同魏博節度使田悅、淄青節度使李正己，及山南東道節度使梁崇義一同舉兵謀反，史稱四鎮之亂。
德宗以藩鎮對付藩鎮的方法平亂，命幽州留守朱滔、淮西節度使李希烈等平亂。最初效忠唐中央的軍隊處於上風，李正己謀反後不久病故，其子李納續領淄青軍，但被圍困；梁崇義被李希烈打敗自殺；李惟岳部下王武俊發動叛變，殺掉李惟岳向中央請降。四鎮中只有魏博的田悅仍有實力對抗中央，但已孤掌難鳴。
當時德宗以為勝券在握，不肯任命平亂有功的王武俊為節度使，同時朱滔要求增加其轄地同樣被拒，於是王、朱兩人對唐中央政府十分怨恨，此時，處於下風的田悅把握機會，成功勸服兩人倒戈反唐，於是王武俊、朱滔二人派兵解救了田悅及李納，之後互相結盟，推朱滔為盟主，四人並且分別稱王。同時，淮西的李希烈亦因向唐中央求地不遂，於是叛唐與四鎮勾結。黃河下游的藩鎮叛亂越演越烈。
建中四年（783年）八月，叛唐的淮西节度使李希烈发兵三万，围攻河南襄城（今河南襄縣），九月，唐德宗为解襄城之围，诏令泾原節度使等各道兵马援救襄城，十月，泾原节度使姚令言率五千士卒抵长安。当时天寒地冻，士兵又累又饿，希望能得到朝廷的优厚赏赐，结果一无所得。士兵们出发到了浐水，德宗下诏，命令京兆尹王翃犒赏军队，王翃只赏赐粗饭，且饭食腐臭，引起了士兵的不满，导致哗变。士兵们扬言：“吾辈将死于敌，而食且不饱，安能以微命拒白刃！闻琼林、大盈二库，金帛盈溢，不如相与取之。”于是击鼓呐喊，進攻長安。姚令言劝解未果，德宗急令每人赏赐布帛二匹，叛军益怒，用箭射杀中使，泾原兵与李忠臣、张光晟等拥立前涇原節度使朱泚（朱滔兄）为主帅，姚令言亦附泚，攻入长安。原來朱泚本為盧龍節度使，後來入朝並願意留在長安，命其弟朱滔為幽州留守，唐中央之後任他為涇原節度使，故他與涇原兵本相知。朱滔叛唐後，德宗免去朱泚所有職務，軟禁他在長安。朱泚被擁立後，与弟朱滔及其他叛唐四鎮相呼应。

## 奉天之難
唐德宗帶著皇妃、太子、诸王等倉皇出逃，由咸阳到奉天（今陝西乾縣），護駕只有宦官霍仙鳴及窦文場，涇原兵進入皇宮府庫，大肆掠奪金銀。渾瑊等人赶至奉天保護德宗，德宗欲前往凤翔，但凤翔也发生军变，节度使张镒被杀。此时邠宁节度使韩游瓌与蕃将论惟明率兵三千赶至奉天勤王，与继至的叛军交战不利，叛军三面攻城，被任命为元帅都虞候的渾瑊领军力战，才击退敌军。大将吕希倩战死。叛军见急攻不下，遂围城。
昭義節度使李抱真率軍屯駐於臨洺。朱泚进入宣政殿，自称大秦皇帝，改元“應天”。皇叔彭王李僅、皇弟蜀王李遡遇害，朱泚分别赠其为司空、太子太保并葬之。朱泚写信给朱滔说“三秦之地，指日克平，大河之北，委卿除珍，当与卿会于洛阳”。朱泚派泾原将领韩旻率三千骑兵，前去奉天，谎称迎接皇上车驾，但司农卿段秀实以官印诈作兵符将韩旻军追回。在一次朝会上，段秀实抢过邻座源休手中的象牙笏击打朱泚，被杀。此時浑瑊坚守奉天。德宗向魏县行营告急，朔方節度使李懷光來救，在醴泉击败阻击的朱泚骑兵，进军奉天，神策军将领李晟後來也从定州赶到奉天救援，於是奉天城转危为安。朱泚圍攻奉天一月有餘，未果，退回长安固守。

## 逃亡漢中
李怀光自恃功高，德宗聽信宰相卢杞之言，只是让其进军讨贼，竟不肯召见，李懷光按兵不前，多次上表揭露宰相卢杞、宦官翟文秀等人之罪。德宗不得已，誅殺翟文秀，貶謫盧杞。并在兴元元年（784年）二月加封李懷光為太尉，並賜可免三次死罪鐵券，以示信任有加。李懷光更加懷疑，將鐵券扔在地上說：「聖人疑懷光邪？人臣反，賜鐵券，懷光不反，今賜鐵券，是使之反也！」李懷光的部将韩游瓌在奉天掌兵，怀光与其多次书信交通，约令为变，但都被韩游瓌上报，最后使者被捕。李怀光乃决定跟朱泚建立盟約，追擊德宗。此时与李怀光同驻守在咸阳的神策军李晟部闻变，移兵东渭桥。李怀光夺取了奉天行营都团练使阳惠元、李建徽二人部下的兵马，阳惠元不从被杀。德宗再次出逃到梁州漢中，發佈了《罪己詔》，即陆贽《奉天改元大赦制》：“然以长于深宫之中，暗于经国之务。积习易溺，居安忘危，不知稼穑之艰难，不察征戍之劳苦……天谴于上而朕不悟，人怨于下而朕不知……罪实在予，永言愧悼。”赦李希烈、田悦、王武俊、李纳、朱滔之罪，聲明不再約束節度使，對其姑息遷就，敕令下达之日，“虽武人悍卒，无不挥涕激发”。李晟所率的神策军大肆征兵征粮，准备对抗朱泚。李联系长安的朱泚，欲共同剿灭李晟。

## 尾聲
李怀光部下多数不愿意成为叛军，又在地方虏掠无所得，对李怀光很不满。李怀光不得已，只好分兵从泾阳、三原、富平一路抢劫，逃往河中。五月，李抱真、王武俊在经城东南大破朱滔，斩首三万级，擒伪相朱良祐、李俊以献。朱滔遁归幽州。朱泚陷入孤立，李晟与骆元光、尚可孤等各镇唐大军进逼长安，与叛军大战于光泰门外神麚村，生擒伪署侍中董泰、中书侍郎平章事蒋镇、左仆射同平章事张光晟、兵马使李希倩、敬釭等人，朱泚和姚令言等人率众万余人向西奔逃，京师光复。姚令言在泾州被田希鉴斩杀，朱泚抵達彭原的西城屯（今甘肅省鎮原縣東）途中被部下梁庭芬、韓旻等殺死。其餘黨源休、李子平奔鳳翔，被李楚琳斬殺。七月德宗返長安。
泾原兵变後，大唐天子的威严完全扫地，中央权力進一步削弱，應對地方的藩鎮割據更顯得無心無力。唐德宗成為第三个逃离长安的皇帝，從此不再信任宰相，對將領猜忌，更為重用宦官。

## 註腳
1. ↑  . cdmd.cnki.com.cn.   [2019-07-22]. （原始内容存档于2021-03-12）.
2. ↑  《陆宣公集》的第一篇
3. ↑  权德舆：《唐赠兵部尚书宣公陆贽翰苑集序》